# Yellow Bluff (Alabama)
 Yellow Bluff, Alabama és una població dels Estats Units a l'estat d'Alabama. Segons el cens del 2000 tenia 181 habitants.

## Demografia
Segons el cens del 2000, Yellow Bluff tenia 181 habitants, 67 habitatges, i 48 famílies La densitat de població era de 129,4 habitants/km².
Dels 67 habitatges en un 34,3% hi vivien nens de menys de 18 anys, en un 28,4% hi vivien parelles casades, en un 41,8% dones solteres, i en un 26,9% no eren unitats familiars. En el 26,9% dels habitatges hi vivien persones soles l'11,9% de les quals corresponia a persones de 65 anys o més que vivien soles. El nombre mitjà de persones vivint en cada habitatge era de 2,7 i el nombre mitjà de persones que vivien en cada família era de 3,31.
Per edats la població es repartia de la següent manera: un 29,8% tenia menys de 18 anys, un 8,3% entre 18 i 24, un 32% entre 25 i 44, un 14,4% de 45 a 60 i un 15,5% 65 anys o més.
L'edat mediana era de 33 anys. Per cada 100 dones hi havia 77,5 homes. Per cada 100 dones de 18 o més anys hi havia 64,9 homes.
La renda mediana per habitatge era d'11.389 $ i la renda mediana per família de 13.125 $. Els homes tenien una renda mediana de 68.750 $ mentre que les dones 16.250 $. La renda per capita de la població era de 9.322 $. Aproximadament el 43,4% de les famílies i el 47,5% de la població estaven per davall del llindar de pobresa.

## Poblacions més properes
El següent diagrama mostra les poblacions més properes.